# Ad Verhoeven

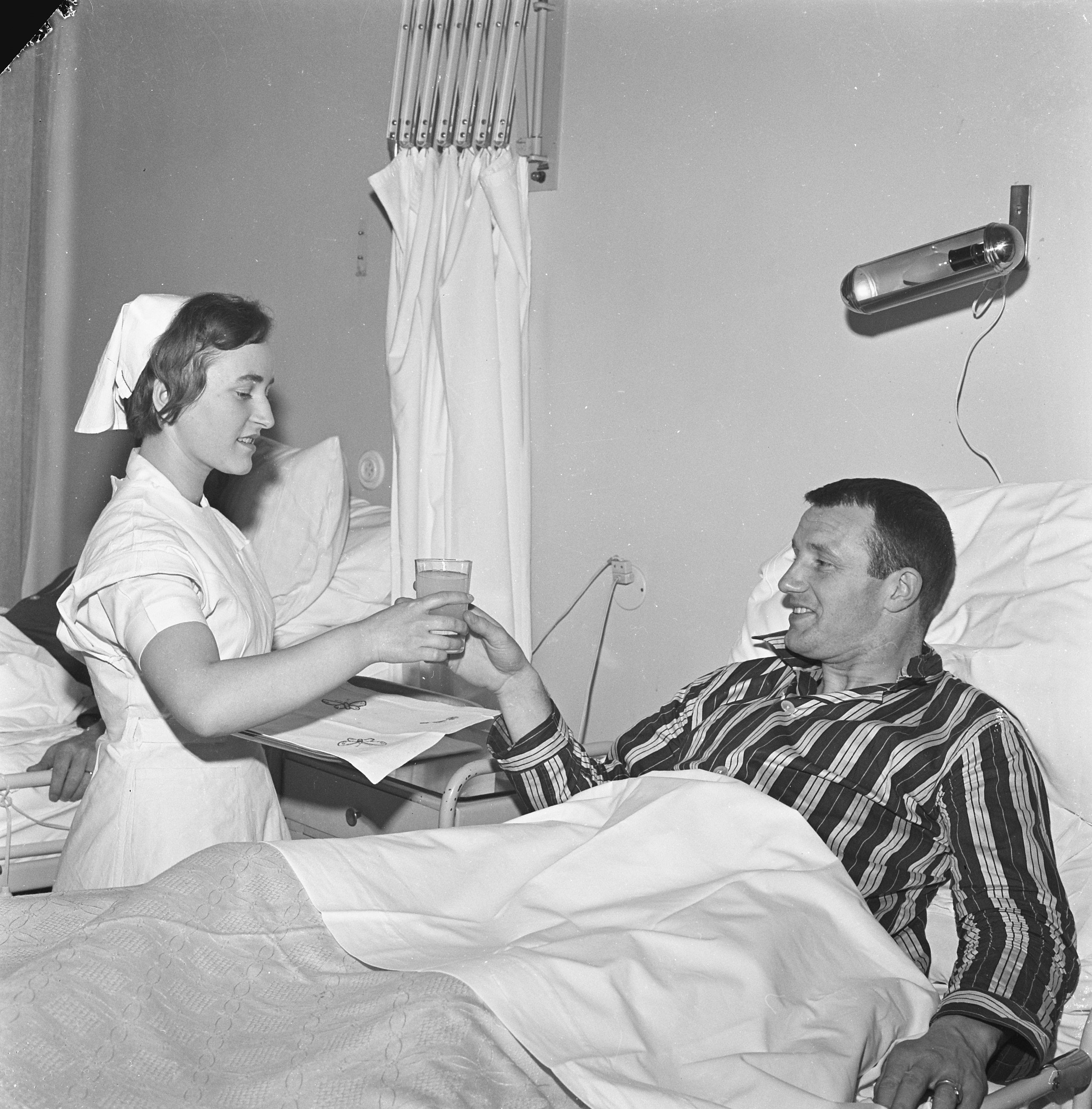
Ad Verhoeven in het ziekenhuis na een blindedarmoperatie in 1962

Ad Verhoeven (Barendrecht, 11 juli 1933 – 16 januari 1976) was een Nederlands voetballer die als rechtermiddenvelder uitkwam voor Xerxes en Sparta.
Van 1955 tot en met 1966 speelde hij 266 wedstrijden voor Sparta. Tijdens zijn loopbaan bij Sparta maakte hij in totaal 33 doelpunten. Verhoeven speelde zeven Europese wedstrijden en zeven KNVB-bekerwedstrijden waarin hij gezamenlijk vijf keer tot scoren kwam. 
Verhoeven kwam in het seizoen 1955/56 over van de toenmalige profclub Xerxes uit Rotterdam. In zijn eerste seizoen bij Sparta speelde de club nog in de Hoofdklasse A. In 1959 werd hij landskampioen met Sparta. In 1968 keerde Verhoeven terug naar Xerxes waar hij in 1974 zijn voetbalcarrière afsloot in het amateurvoetbal.
Hij overleed op 16 januari 1976 op 42-jarige leeftijd na een auto-ongeluk.

## Carrièrestatistieken
| Seizoen         | Club            | Land            | Competitie                   | Competitie | Competitie | Beker | Beker | Internationaal | Internationaal | Overig | Overig | Totaal | Totaal |
| Seizoen         | Club            | Land            | Competitie                   | Wed.       | Dlp.       | Wed.  | Dlp.  | Wed.           | Dlp.           | Wed.   | Dlp.   | Wed.   | Dlp.   |
| --------------- | --------------- | --------------- | ---------------------------- | ---------- | ---------- | ----- | ----- | -------------- | -------------- | ------ | ------ | ------ | ------ |
| 1954/55         | Xerxes          | Nederland       | Eerste klasse C (Afgebroken) | –          | 1          | –     | –     | –              | –              | 0      | 0      | –      | 1      |
| 1954/55         | Xerxes          | Nederland       | Eerste klasse D              | –          | 2          | –     | –     | –              | –              | 0      | 0      | –      | 2      |
| 1955/56         | Sparta          | Nederland       | Hoofdklasse A                | 30         | 11         | –     | –     | –              | –              | 5      | 1      | 35     | 12     |
| 1956/57         | Sparta          | Nederland       | Eredivisie                   | 32         | 6          | 1     | 1     | –              | –              | 0      | 0      | 33     | 7      |
| 1957/58         | Sparta          | Nederland       | Eredivisie                   | 27         | 1          | 5     | 3     | –              | –              | 0      | 0      | 32     | 4      |
| 1958/59         | Sparta          | Nederland       | Eredivisie                   | 30         | 5          | 5     | 0     | –              | –              | 0      | 0      | 35     | 5      |
| 1959/60         | Sparta          | Nederland       | Eredivisie                   | 19         | 0          | –     | –     | 5              | 1              | 0      | 0      | 24     | 1      |
| 1960/61         | Sparta          | Nederland       | Eredivisie                   | 34         | 5          | 6     | 0     | 6              | 0              | 0      | 0      | 46     | 5      |
| 1961/62         | Sparta          | Nederland       | Eredivisie                   | 21         | 1          | 0     | 0     | 1              | 0              | 0      | 0      | 22     | 1      |
| 1962/63         | Sparta          | Nederland       | Eredivisie                   | 29         | 4          | 1     | 0     | 7              | 0              | 0      | 0      | 37     | 4      |
| 1963/64         | Sparta          | Nederland       | Eredivisie                   | 22         | 0          | 3     | 0     | –              | –              | 0      | 0      | 25     | 0      |
| 1964/65         | Sparta          | Nederland       | Eredivisie                   | 14         | 0          | 1     | 0     | –              | –              | 0      | 0      | 15     | 0      |
| 1965/66         | Sparta          | Nederland       | Eredivisie                   | 7          | 0          | 1     | 0     | 0              | 0              | 0      | 0      | 8      | 0      |
| 1966/67         | Xerxes          | Nederland       | Eredivisie                   | –          | 0          | –     | 0     | –              | –              | 0      | 0      | –      | 0      |
| 1967/68         | Xerxes/DHC '66  | Nederland       | Eredivisie                   | –          | 0          | –     | 0     | –              | –              | 0      | 0      | –      | 0      |
| Carrière totaal | Carrière totaal | Carrière totaal | Carrière totaal              | –          | 36         | –     | 4     | 19             | 1              | 5      | 1      | –      | 42     |

## Erelijst
Sparta
| Nationaal     |    |                           |
| Landskampioen | 1x | 1958/59                   |
| KNVB Beker    | 3x | 1957/58, 1961/62, 1965/66 |